# Rączna
Rączna [ˈrɔntʂna][ˈrɔnt͡ʂna] este un sat în districtul administrativ Gmina Liszki, powiatul Cracovia, voievodatul Polonia Mică, din sudul Poloniei. El se află la aproximativ 4 kilometri sud de Liszki și la 14 kilometri sud-vest de capitala regională Cracovia.
Satul are o populație de 1.656 de locuitori.